# Stop-Zemlia (filme de 2021)
Stop-Zemlia (em ucraniano: Стоп-Земля) é um filme ucraniano de romance e drama de 2021 dirigido e escrito pela directora ucraniana Kateryna Gornostai e estrelado por Maria Fedorchenko, Arsenii Markov, Yana Isaienko e Oleksandr Ivanov. A longa-metragem retrata uma história do crescimento de uma adolescente. Todos os eventos retratados são fictícios, mas a equipa criativa tentou retratá-los como improvisos. As personagens tinham um conjunto de actividades quando o roteiro foi escrito, mas ganharam novos traços quando os actores foram encontrados. O filme foi lançado pela primeira vez no dia 3 de maio de 2021 no Festival Internacional de Cinema de Berlim, e recebeu o Urso de Cristal como Melhor Filme na competição Generation 14plus. O filme recebeu críticas positivas dos críticos. Mais tarde, o filme apareceu no 12.º Festival Internacional de Cinema de Odessa (OIFF) a 19 de agosto de 2021, onde o filme recebeu o principal prémio do festival - o Grand Prix.

## Elenco
- Maria Fedorchenko como Masha Chernykh
- Arsenii Markov como Senia Steshenko
- Yana Isaienko como Yana Bratiychuk
- Oleksandr Ivanov como Sasha Hanskyi
- Andrii Abalmazov como Andrii Klymyshyn
- Rubin Abukhatab como Rubin Zhuravlov
- Marharyta Astakhova como Margo Osipova
- Oksana Babych como Oksana Herasymenko
- Inna Belikova como mãe de Masha
- Sehiy Derevyanko como pai de Masha
- Marta Dolesko como Marta Belska
- Kateryna Gornostai como ela mesma
- Daniel Khoroshavin como Dania Andronov
- Kateryna Kozlova como Katia Shydlovska
- Viktoriia Kravchenko como professora de Biologia
- Nika Krykun como Nika Polonska
- Nastya Kulchytska como Nastia Shchukina
- Nina Makarchuk como Nina Alenych
- Yeva Nahorna como Yeva Hulak
- Olesya Ostrovska como mãe de Sasha
- Ivan Perepechechenko como Vania Dychenko
- Solomia Savchak como Solia Velychko
- Lev Shurov como ‘Mouse’ Ostashchenko
- Artem Sliusarenko como Artem Dzhun
- Olena Tolmachova como Lena Lynnyk
- Polina Vorona como Polina Chorna
- Dymytrii Yaroshenko como Matvii Chernykh (irmão de Masha)
- Anton Tejov como Anton Kapko
- Sofia Yevmina como Sonia Konovalenko
- Daryna Yurchyshyn como  Darka Hnatyk
- Mykyta Zhernosiekov como Nikita Zhardetski

## Lançamento
A empresa alemã Pluto Film adquiriu os direitos de distribuição internacional de Stop-Zemlia em Fevereiro de 2021. Altered Innocence comprou os direitos de distribuição americana do filme em março de 2021. Na Ucrânia, o Arthouse Traffic já havia comprado os direitos de distribuição ucranianos do filme antes disso.

## Custo
O orçamento do filme foi de 25,72 milhões de hryvnia, aproximadamente, € 829.000. Actualmente, 92% do financiamento do projecto vem do patrocínio da agência estatal de cinema ucraniana, com o restante do orçamento estando coberto por parcerias.